# 彼得·科普
彼得·科普（捷克語：Petr Kop，1937年2月15日—2017年1月27日），捷克男子排球运动员。他曾代表捷克斯洛伐克国家队参加1964年和1968年夏季奥林匹克运动会排球比赛，获得一枚银牌和一枚铜牌。